# ایوان اورجی
ایوان اورجی (به انگلیسی: Yvonne Orji) (زاده ۲ دسامبر ۱۹۸۳) بازیگر و کمدین نیجریه‌ای-آمریکایی است.
از کارهای معروف او می‌توان به بازی در فیلم دوستان همسفر اشاره کرد.

## فیلم‌شناسی
فهرست برخی از فیلم‌هایی که ایوان اورجی در آن‌ها به ایفای نقش پرداخته‌است:
- مدرسه شبانه (۲۰۱۸)
- خودجوش (۲۰۲۰)
- دوستان تعطیلات(۲۰۲۱)
- دوستان تعطیلات ۲(۲۰۲۳)